# Nanauatzin
Na mitologia asteca, Nanauatzin (do nahuatl, Nanaua senhor e tzin partícula que exprime respeito) era o deus que teria se lançado no fogo para transformar-se no sol.